# Beatmania IIDX 4th style
 (juin 2023).
Si vous disposez d'ouvrages ou d'articles de référence ou si vous connaissez des sites web de qualité traitant du thème abordé ici, merci de compléter l'article en donnant les références utiles à sa vérifiabilité et en les liant à la section « Notes et références ».
Beatmania IIDX 4th style est un jeu de rythme qui fait partie de la série des Beatmania IIDX.

## Système de jeu
Le gameplay consiste en un contrôleur style DJ avec sept touches et une table tournante. Le but du jeu est d'appuyer sur les touches au bon moment pour reproduire la mélodie.

## Nouveautés
Beatmania IIDX 4th Style introduit le modifier Easy.

## Liste des chansons de IIDX 4th style
À noter :
- la difficulté d'exécution est notée sur une échelle variant de 1 à 7
- lorsque la chanson présente différents rythmes (notés en BPM, Battement par minute), ceux-ci sont indiqués dans l'ordre des changements de vitesse.

| Titre                                  | Artiste                       | Genre                  | 5Keys | Light7 | 7Keys | Another7 | BPM |
| -------------------------------------- | ----------------------------- | ---------------------- | ----- | ------ | ----- | -------- | --- |
| 250bpm                                 | Akira Yamroka                 | Gabba                  | 7     | 5      | 7     | 7        | 250 |
| Absolute                               | dj Taka                       | Epic trance            | 7     | 5      | 7     | .        | 144 |
| Broken My Heart                        | Naoki feat. Paula Terry       | Hyper Euro Beat        | 6     | 5      | 6     | 6        | 160 |
| Burnin' The Floor                      | Naoki                         | Euro Groove            | 5     | 4      | 5     | 5        | 155 |
| Clione                                 | Kors K                        | Dutch Trance           | 5     | 4      | 5     | .        | 148 |
| CONGA                                  | Good-cool feat JP Miles       | Latin House            | 6     | 4      | 6     | 6        | 122 |
| Diamond Jealousy                       | Akira Yamroka                 | Cyber Rock             | 6     | 5      | 6     | .        | 190 |
| DXY!                                   | TaQ                           | Techno                 | 7     | 6      | 7     | 7        | 148 |
| Era (step mix)                         | TaQ                           | Drum'n'Bass            | 7     | 5      | 7     | 7        | 180 |
| ErAseRmoToR maXimUM                    | L.E.D.-G vs Guhroovy          | Hardcore               | 6     | 5      | 6     | .        | 250 |
| Fantasy                                | Ultimate Dub                  | Dance Express Hi-speed | 7     | 5      | 7     | 7        | 180 |
| Final Count Down (MTO Cry Baby Style)  | dj TAKA feat. Jasmine         | Metallic Euro          | 7     | 5      | 7     | 7        | 164 |
| Flowers for Albion                     | dj TAKA                       | Ambient                | 5     | 1      | 5     | .        | 92  |
| Get on Beat (Wild style)               | Lion Musashi                  | Hard House             | 7     | 5      | 7     | 7        | 134 |
| Girigiri Daddy                         | Shoichiro Hirata              | R&B                    | 5     | 3      | 5     | 5        | 98  |
| Gobble                                 | Kimitaka Matsumae             | Canterbury & Beat      | 5     | 3      | 5     | .        | 160 |
| Higher                                 | NM feat. Sunny                | Dance Pop              | 4     | 3      | 4     | 4        | 132 |
| Hitch Hiker2                           | good-cool                     | Warp House             | 6     | 4      | 6     | 6        | 137 |
| I'm for Real'                          | Slake feat. JP Miles          | Two Step               | 4     | 3      | 4     | 4        | 140 |
| Infinite Prayer                        | L.E.D. feat. Goro             | Oceanian Tribal Trance | 5     | 4      | 5     | 5        | 137 |
| Infinite Prayer (Floating Flock Style) | L.E.D. feat. Goro             | Ambient                | 4     | 3      | 4     | 4        | 120 |
| Jam & Marmalade                        | FinalOffset                   | Warm House             | 5     | 4      | 5     | 5        | 145 |
| Jive into the Night                    | Cydney                        | Dance Express Hi-speed | 6     | 5      | 6     | 6        | 170 |
| Kamikaze                               | dj Nagureo                    | Techno                 | 6     | 5      | 6     | 6        | 130 |
| Leading Cyber                          | dj Taka                       | Digi-Rock              | 6     | 4      | 6     | 6        | 149 |
| Love will...                           | Riewo                         | Trance                 | 4     | 3      | 4     | 4        | 144 |
| Luv to Me (Ucchie's Edition)           | Tiger Yamato                  | Euro Beat              | 6     | 5      | 6     | 6        | 160 |
| Minimalian                             | Detroian                      | Minimal                | 7     | 3      | 7     | .        | 141 |
| Mr. T. (Take Me Higher)                | Risky Men feat. Asuka-M       | Dance Pop              | 4     | 3      | 4     | 4        | 128 |
| Nasty!                                 | Baby Weapon feat. Asuka-M     | Dance Pop              | 5     | 3      | 5     | 5        | 127 |
| New York City Boy                      | Guy Thomas                    | Dance Express Hi-speed | 5     | 4      | 5     | .        | 170 |
| North                                  | Wallas                        | Celtrance              | 5     | 4      | 5     | .        | 138 |
| Nothing Ain't Stoppin' Us              | Shoichiro Hirata              | Disco                  | 3     | 2      | 3     | .        | 128 |
| R10K                                   | Tiger Yamato                  | Rave                   | 6     | 5      | 6     | 6        | 190 |
| Rest My Mind                           | dj Nagureo feat. Doublecheese | HipHop                 | 4     | 3      | 4     | .        | 94  |
| Sana Mollete Ne Ente                   | Togo Project feat. Sana       | Caban Groove           | 5     | 3      | 5     | 5        | 90  |
| Sanctus                                | Osamu Kubota                  | Rock Opera             | 5     | 3      | 5     | .        | 160 |
| Sense                                  | Good-cool                     | Rave                   | 5     | 4      | 5     | 5        | 129 |
| Small Waves                            | dj Taka                       | Club Mix               | 5     | 4      | 5     | 5        | 126 |
| Starmine                               | Ryu*                          | Happy hardcore         | 6     | 5      | 6     | 6        | 182 |
| Sweet Lab                              | dj Simon                      | Lounge House           | 5     | 3      | 5     | 5        | 120 |
| The Big Voyager                        | L.E.D.                        | Goa Trance             | 7     | 4      | 7     | .        | 147 |
| The Shinning Polaris                   | L.E.D. feat. Sana             | Epic Trance            | 5     | 4      | 5     | .        | 147 |
| Trancemission                          | Napakick                      | Mashroom Funk          | 5     | 3      | 5     | .        | 120 |
| Twin Bee (Generation X)                | FinalOffset                   | Euro Beat              | 5     | 4      | 5     | 5        | 169 |
| Ultra High-Hells                       | dj TAKA feat. Angel           | Parapara               | 5     | 4      | 5     | 5        | 160 |
| Under Construction                     | Good-cool                     | Big Beat               | 5     | 4      | 5     | 5        | 125 |
| Vienna                                 | Osamu Kubota                  | Piano Ambient          | 5     | 3      | 5     | .        | 115 |
| Voltage (feat. Hidemaru)               | TaQ                           | Big Beat               | 7     | 5      | 7     | 7        | 125 |